# 沃米安基

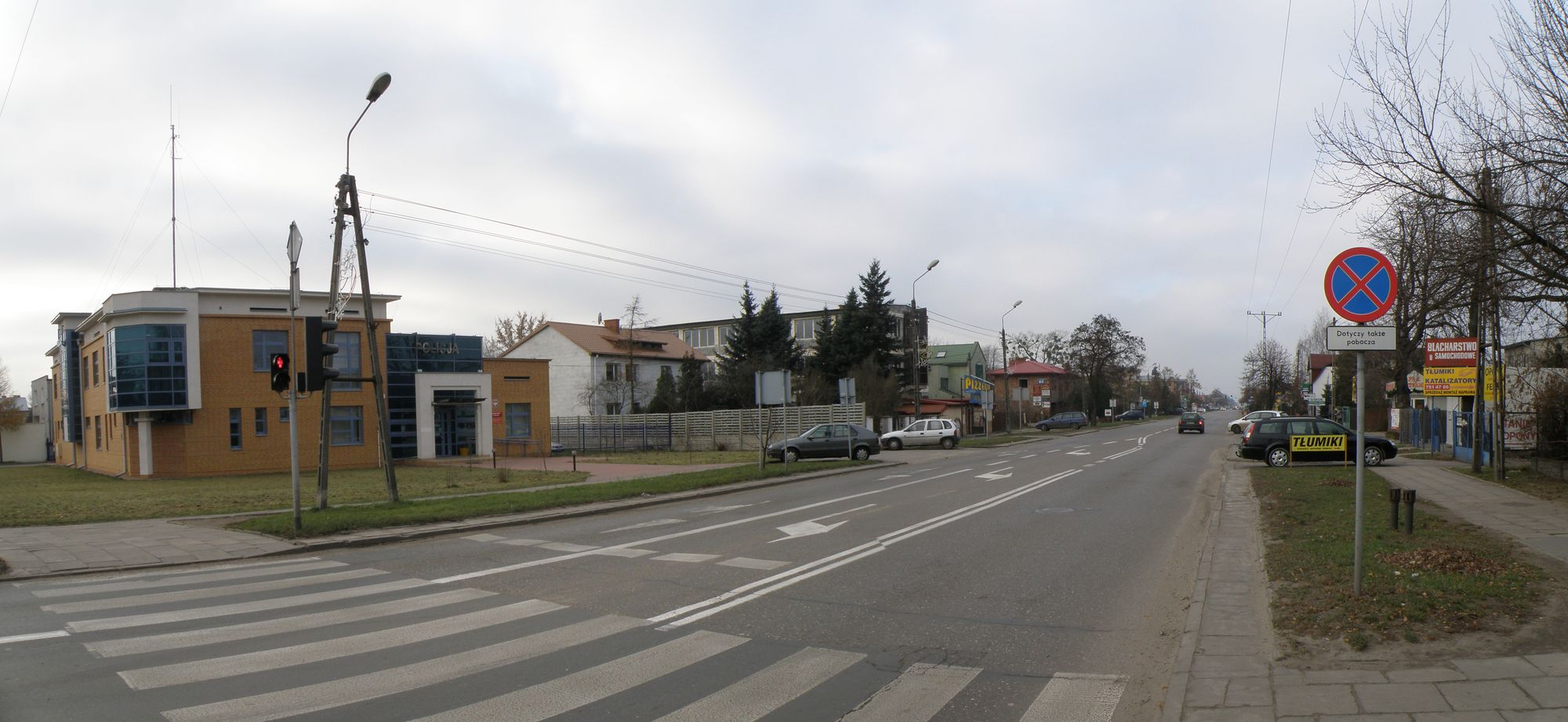

沃米安基是波蘭的城鎮，位於該國東部，距離首都華沙約14公里，由馬佐夫舍省負責管轄，面積8.4平方公里，海拔高度73米，鎮上的圖書館在1947年啟用，2008年人口16,374。

## 外部連結
- Official site of town （页面存档备份，存于） （波兰語）
- Jewish Community in Łomianki （页面存档备份，存于） on Virtual Shtetl

52°20′N 20°53′E / 52.333°N 20.883°E